# نات هو
نات هو هو ممثل سنغافوري، ولد في 23 أغسطس 1984.

## وصلات خارجية
- نات هو على موقع IMDb (الإنجليزية)
- نات هو على موقع قاعدة بيانات الفيلم (الإنجليزية)